# Deutsche Volleyball-Bundesliga 1980/81 (Männer)
Die Saison 1980/81 der Volleyball-Bundesliga war die siebte Ausgabe dieses Wettbewerbs. Die SSF Bonn wurden Deutscher Meister. Düren und Wattenscheid mussten absteigen.

## Mannschaften
In dieser Saison spielten erstmals zehn Mannschaften in der Bundesliga:
- SC Fortuna Bonn
- SSF Bonn
- Dürener TV
- Orplid Frankfurt
- USC Gießen
- TuS 04 Leverkusen
- TSV 1860 München
- VBC Paderborn
- TV Passau
- TVK Wattenscheid

Fortuna Bonn übernahm das Spielrecht von der TSV Bonn.

## Tabelle
|     | Verein       | Punkte | Sätze |
| --- | ------------ | ------ | ----- |
| 1.  | SSF Bonn     | 30:6   | 50:21 |
| 2.  | Paderborn    | 28:8   | 47:19 |
| 3.  | Gießen       | 28:8   | 46:24 |
| 4.  | München      | 24:12  | 42:26 |
| 5.  | Leverkusen   | 24:12  | 43:30 |
| 6.  | Fortuna Bonn | 20:16  | 38:35 |
| 7.  | Passau       | 10:26  | 25:44 |
| 8.  | Frankfurt    | 6:30   | 21:47 |
| 9.  | Düren        | 6:30   | 19:48 |
| 10. | Wattenscheid | 4:32   | 13:50 |